# Équipe du Cambodge de rugby à XV
L'équipe du Cambodge de rugby à XV rassemble les meilleurs joueurs de rugby à XV du Cambodge.

## Palmarès
- 14 juillet 2007 : Cambodge 10 - 11  Indonésie
- 18 juillet 2007 : Cambodge 26 - 16  Laos